# Amphoridium sullivantii
Amphoridium sullivantii là một loài rêu trong họ Orthotrichaceae. Loài này được (Müll. Hal.) Lesq. & James mô tả khoa học đầu tiên năm 1884.